# Jusuf Dajić
Jusuf Dajić (1984. augusztus 21. –) boszniai labdarúgó.

## Mérkőzései a bosnyák válogatottban
| #  | Dátum           | Ellenfél     | Eredmény | Kiírás              | Esemény |
| -- | --------------- | ------------ | -------- | ------------------- | ------- |
| 1. | 2008. június 1. | Azerbajdzsán | 1 – 0    | barátságos mérkőzés | 56'     |

## Pályafutása
Dajić egyszer játszott a Bosznia-hercegovinai labdarúgó-válogatottban az Azerbajdzsáni labdarúgó válogatott elleni barátságos mérkőzésen.
Pályafutását NK Slavonijaban kezdte, majd néhány évvel később a Videoton szerződtette le.
2008-ban Dél-Koreába költözött, ahol a Jeonbuk csapatát szolgálta. 2010-ben a kínai másodosztályú Shanghai Dongya FC szerződtette őt. 2012 óta a BFC Siófok csapatának a játékosa.